# Bình Mỹ (Bình Dương)
Bình Mỹ is een xã in huyện Tân Uyên, een district in de Vietnamese provincie Bình Dương.
Bạch Đằng ligt in het noorden van het district.